# Bovenstreek (Westerwolde)
Bovenstreek is een gehucht in de gemeente Westerwolde in de Nederlandse provincie Groningen. Het ligt ten zuiden van het dorp Bellingwolde, aan westzijde van de Rhederweg (N969). Het bestaat uit lintbebouwing die zich uitstrekt tussen Bellingwolde en Rhederbrug.
De eerst bekende bewoner wordt genoemd in 1773. In 1788 staat het ingetekend op de Hottingerkaart. In de doopboeken van Bellingwolde komt de naam Bovenstreek voor vanaf 1805.
Aan de Bovenstreek werd in 1838 door burgemeester Simon Pompeus van der Tuuk, houtkoopman Hindrik Nannes Addens en gemeente-secretaris, vervener en latere burgemeester Luppo Kars een branderij voor aardappelmoutwijn opgericht. Na 2 jaar werd er ook een likeurstokerij gevestigd, waar brandewijn, citroenjenever, annisette, curaçao, persicot (perzikbrandewijn), 'siberiwiski' en 'eau de senelle' (cénellier; meidoornsap) werd vervaardigd. Als gevolg van de hoge aardappelprijzen (door aardappelziekte in 1845 en volgende jaren) en lage moutwijnprijzen (door moordende concurrentie vanuit met name Schiedam) bleek de branderij uiteindelijk niet rendabel te maken. In 1851 werd het bedrijf opgeheven.
In 1855 werd de Rhederweg aangelegd en werden de eerste huizen gebouwd bij het in 1844 tussen het Nieuwe Kanaal en de Duitse grens gegraven Veenkanaal. Deze bebouwing breide zich begin 20e eeuw steeds verder uit richting de Duitse grens. In 1902 verrees daar een schooltje. Met de aanleg van het Boelo Tijdenskanaal in 1912 werd aldaar een draaibrug geplaatst. Deze bebouwing werd vervolgens bekend onder de naam Rhederbrug.
Dorpen: Barnflair · Bellingwolde · Blijham · Bourtange · Jipsingboertange · Oudeschans · Over de Dijk · Sellingen · Ter Apel · Ter Apelkanaal · Veelerveen · Vlagtwedde · Vriescheloo · Wedde · Wedderheide · Zandberg (deels)

Buurtschappen: Agodorp · Borgertange · Borgerveld · Bovenstreek · De Bouwte · De Bruil · De Bult · Den Ham · De Heemen · De Lethe · De Maten · De Oerde · De Straat (Engelkes) · Draaijerij · Ellersinghuizen · Hanetange · Harpel · Hoorn · Hoornderveen · Jipsingboermussel · Jipsinghuizen · Kielhuppen · Klein-Ulsda · Klontjebuurt · Koudehoek · Lammerweg · Laude · Lauderbeetse · Lauderzwarteveen · Laudermarke · Leemdobben · Lieskemeer · Loosterheide · Lutje Ham · Lutjeloo · Morige · Munnekemoer · Nienoordstreekje · Oosteinde · Overdiep · Pallert · Plaggenborg · Poldert · Renneborg · Rhederbrug · Rhederveld · Rijsdam · Roelage · 't Schot · Sellingerbeetse · Sellingerzwarteveen · Slegge · Stakenborg · Stobben · Ter Borg · Ter Haar · Ter Walslage · Ter Wisch · Tjabbesstreek · Veele · Veendijk · Veerste Veldhuis · Verbindingsweg · Vlagtwedder-Veldhuis · Vogelzang · Voorwold · Wedderbergen · Wedderveer · Weende · Weite · Wessingtange · Westeind · De Westert · Winschoterhogebrug (deels) · Winschoterzijl (deels) · Wollingboermarke · Wollinghuizen · Zuidveld · Zandstroom

Groningen: Steden en dorpen      Nederland: Provincies · Gemeenten